# Districtul Körmend
Körmend (în maghiară Körmendi járás) este un district în județul Vas, Ungaria.
Districtul are o suprafață de 614,53 km2 și o populație de 26.865 locuitori (2013).